# دنيا كمال
دنيا كمال القلش هي كاتبة مصرية وُلدت بمحافظة القاهرة، وتخرجت في قسم اللغة الإنجليزية وآدابها بكلية الآداب في جامعة عين شمس، ثم عملت في مجال الإنتاج التليفزيوني، وصدر لها عدة روايات تُرجم بعضها إلى اللغة الإنجليزية.

## كتاباتها ومؤلفاتها
ألفت دنيا كمال عددا من الروايات من أهمها:
- حكايتان.. هي وضحى: صدرت عام 2009 عن دار ميريت للنشر والتوزيع بالقاهرة.[1]
- سيجارة سابعة (رواية): صدرت عام 2012 عن دار ميريت للنشر والتوزيع بالقاهرة، وصمم لها الغلاف الفنان أحمد اللباد، وفازت بجائزة ساويرس للثقافة في فرع شباب الأدباء عام 2014، وتُرجمت إلى اللغة الإنجليزية.[2][3]
- ترتيبات عشوائية (رواية): صدرت عام 2019 عن دار الكرمة للنشر والتوزيع بالقاهرة، ووصلت للقائمة القصيرة لجائزة ساويرس للثقافة لأفضل عمل روائي في عام 2020 لفرع شباب الأدباء.[4][5]

## الجوائز والتكريمات
حظيت دنيا كمال بتكريم العديد من الجهات المحلية والعربية، وحصلت على عدة جوائز أدبية من أهمها:
- جائزة ساويرس للثقافة لفرع شباب الكتاب عام 2014 عن روايتها «سيجارة سابعة».[6]

كما وصلت روايتها «ترتيبات عشوائية» إلى القائمة القصيرة لجائزة ساويرس للثقافة لأفضل عمل روائي في عام 2020 في فرع شباب الأدباء.